# Mancallinae
Mancallinae foi um grupo de aves pré-históricas relacionadas com o arau-gigante. Elas viveram no litoral do Pacífico, numa área que hoje corresponde a Califórnia e o México, do Mioceno até o início do Pleistoceno (que compreende de 7,4 milhões a 470 mil anos atrás). Elas são, por vezes, coletivamente referidas como "araus de Lucas", em homenagem ao cientista que descreveu a primeira espécie, Frederic Augustus Lucas.